# واد ملحة
واد ملحة هي قرية أمازيغية جبلية مغربية شمال المملكة. تنتمي واد ملحة لإقليم الحسيمة. تم تسجيل عدد سكان هذه القرية بـ12,088 نسمة حسب تعداد عام 2004.
ولقد تم انتخاب السيد عبد الخالق البقالي المنحدر من دوار مواس رئيساً لجماعة واد ملحة سنة 2021.